# زمین‌لرزه میانمار
زمین‌لرزه میانمار ممکن است به یکی از موارد زیر اشاره داشته باشد:
- زمین‌لرزه ۱۹۱۲ میانمار
- زمین‌لرزه مه ۱۹۳۰ میانمار
- زمین‌لرزه دسامبر ۱۹۳۰ میانمار
- زمین‌لرزه ۱۹۴۱ میانمار
- زمین‌لرزه ۱۹۵۶ میانمار
- زمین‌لرزه ۱۹۸۸ میانمار
- زمین‌لرزه ۱۹۹۵ میانمار
- زمین‌لرزه ۲۰۱۱ میانمار
- زمین‌لرزه ۲۰۲۵ میانمار